# Simona Noja
Simona Noja-Nebyla (n. 9 martie 1968, Huedin) este balerină și profesoară de balet de origine română. Este fiica poetului Ion Noja. 
Ea a fost propusă din partea Finlandei în 1995 pentru Benois de la Danse de la Bolshoi Theatre.

## Activitate
Simona Noja a făcut parte din echipa olimpică de gimnastică a României sub antrenorul Bela Karoly (1978) și a urmat cursuri de balet după metoda Vaganova⁠(d) la Liceul de coregrafie și artă dramatică "Octavian Stroia" din Cluj-Napoca, având ca profesori pe Vasile Solomon și Larissa Șerban;   a incheiat educatia ca sefă de promotie  (1978-1986). Ea și-a luat licența la sectia română-engleză de la Facultatea de Litere, Universitatea Babeș-Bolyai din Cluj (1994). 
Apariții internaționale ca primbalerină: Opera Națională Română Cluj-Napoca (1986-1990) Opera Română Națională din Bucuresti (1990), 1990-1991 Compania de balet Pavel Rotaru, Atlanta, SUA , Deutsche Oper am Rhein Düsseldorf -Duisburg (1991-1995) Deutsche Oper Berlin (1995-1997)  Opera de Stat din Viena (1995-2006). 
Apariții internaționale ca primbalerină invitată  (1986-2007): Teatro Colon (Buenos Aires), Teatro Municipal (Santiago de Chile), Stadtstheater Hannover, Ballet de Cuba (Havanna), Bolschoi Theater (Moscova), La Scala (Milano), Auditorio National (Mexico City), Balletto dell’Opera (Roma), Dresdner Semper Oper, Basel Ballet, Teatro San Carlo (Napoli), Royal Swedish Ballet (Stockholm), Finnish National Ballet (Helsinki), Stuttgarter Ballett, Frankfurter Ballett, Bayerische Staatsoper München, "Manuel Legris et șes etoiles" (Franța și Japonia)     
In 2002 înființează la Cluj-Napoca Fundația culturală "Simona Noja", în 2006 deschide la Viena împreună cu soțul ei, Boris Nebyla, Studioul de balet dancearts și în 2017 organizeaza la Viena Concursul internațional de balet European Ballet Grand Prix; Timp de 10 ani (2010-2020) ocupă funcția de directoare la Academia de balet a Operei de Stat din Viena.  Masterclasses la festivalurile: ImPulsTanz Festival Wien, Japan Grand Prix; Taiwan Grand Prix; Festival do Brasil, Brasilia, YAGP Paris și New York, din Romania și Italia (2006-2019); Consultant pentru dans la Ministerul de Cultură din Austria (2009-2011); organizează Festivalul european al școlilor de balet “Grand Assemblé“ Cluj – Napoca, Romania (2015-2019);În prezent pregătește își la sectia Artele spectacolului de la Universitatea Babeș-Bolyai din Cluj            

## Repertoriu

### Roluri principale în baletele clasice
Roluri principale în balete clasice: Lacul lebedelor (în 7 coregrafii), Don Quijotte (în 3 coregrafii ), Giselle(în 2 coregrafii), Raymonda, Frumoasa din padurea adormită (în 2 coregrafii), Coppelia (în 2 coregrafii), Spărgătorul de nuci ((în 4 coregrafii), La Fille Mal Gardée, Le Corsaire, Paquita, Romeo și Julieta, La Bayadère, Onegin, Manon, Cenușăreasa, Casablanca, Carmen, Crăiasa zăpezii, Pasărea de foc.

### Roluri principale în spectacole coregrafice neoclasice și contemporane
În coregrafii de: Frederic Ashley, George Balanchine, Ray Barra, Bernd Roger Bienert, John Clifford, John Cranko, Nils Christe, Boris Eifman, William Forsythe, Stefano Gianetti,  Elio Gervasi, Hans van Mannen, Jörg Mannes, John Neumeier, Roland Petit, Heinz Spoerli, Renato Zanella.

## Parteneri de scenă:
Jean- Guillaume Bart (L’Opera de Paris), Roberto Bolle (Royal Ballet), Juan Boix (Leipziger Ballett) Jose Manuel Carreno (ABT), Manuel Legris (Paris Opera), Vladimir Malakhov (Berliner Staatsoper), Sebastian Marcovici (New York City Ballet), Massimo Murru (Scala di Milano), Alejandro Parente (Teatro Colon), Giuseppe Picone (Teatro di San Carlo), Igor Zelenski (Kirov Ballet)              

## Distincții
- 1990: medalie de argint la competiția de la Jackson, Mississippi, Statele Unite ale Americii
- 2001: "Cea mai bună dansatoare a anului 2001" acordat de revista "Danza & Danza"
- 2002: Ordinului Steaua României în gradul de Cavaler
- 2008: Crucea de Onoare austriacă pentru Știință și Artă, clasa I.
- 2012: Ordinului Steaua României în gradul de Ofițer

## Viața personală
Simona Noja- Nebyla este căsătorită cu Boris Nebyla, are doi copii, locuiește în Viena și Cluj-Napoca; vorbește cinci limbi.

## Legături externe
- Site oficial
- https://balletmagazine.ro/de-balet/simona-noja-nebyla-pledoarie-pentru-gandurilepropriidespredans/%5Bnefuncțională+–+%5D